# Mary Browne
Mary Kendall Browne, född den 3 juni 1891 i Ventura County, Kalifornien, död den 19 augusti 1971 i Laguna Hills, Kalifornien, var en amerikansk högerhänt tennisspelare och golfspelare.
Mary Browne rankades som tennisspelare etta i USA 1913 and 1914 och som nummer två 1921 och 1924. 
Hon upptogs 1957 i International Tennis Hall of Fame.

## Tenniskarriären
Mary Browne vann tre år i följd (1912-14) en "triple crown" i Amerikanska mästerskapen, det vill säga seger i singel, dubbel och mixed dubbel i en och samma turnering. Hon delar den prestationen med Hazel Hotchkiss Wightman (1909-11) och Alice Marble (1938-40).
Särskilt uppmärksammad var hennes första triple crown i mästerskapen. Hon spelade då under en och samma regniga eftermiddag alla tre finalerna, sammanlagt 82 game. Hon har själv beskrivit eftermiddagen med orden (ungefärlig översättning från engelskan) "regnet öste ner, trots det fortsatte vi att spela. Våra racketar var fulla av sörja och våra kläder var genomblöta". I singelfinalen i All Comers Round besegrade hon Eleonora Sears med 6-4 6-2. Detta var också mästerskapsfinal, eftersom det föregående årets mästarinna, Wightman, inte ställde upp för att försvara sin titel. Dubbelfinalen vann hon tillsammans med Dorothy Green och mixed dubbelfinalen tillsammans med Richard Williams. 
Singeltitlarna 1913 och 1914 vann Browne över Dorothy Green (1913; 6-2 7-5) och Marie Wagner (1914; 6-2 1-6 6-1). Mixed dubbeltitlarna 1913 och 1914 vann hon tillsammans med Bill Tilden, vinster som sägs ha haft avgörande betydelse för Tildens tennisintresse och fortsatta karriär.
År 1926 vann hon dubbeltiteln i Wimbledonmästerskapen tillsammans med Elizabeth Ryan. 
Mary Browne och Suzanne Lenglen blev 1926 de första tennisspelare som skrev på ett proffskontrakt för promotorn C.C. "Cash and Carry" Pyle. Under det följande året genomfördes en turné genom Nordamerika där Browne och Lenglen möttes i 38 singelmatcher. Den 35-åriga Browne förlorade alla matcher och lyckades inte ta ett enda set mot Lenglen.
Browne deltog i det amerikanska Wightman Cup-laget 1925 och 1926.

## Spelaren och personen
Mary Browne har beskrivits som en tennisspelare med en kraftfull och effektiv forehanddrive och en säker volley.  
År 1924, omedelbart efter Amerikanska mästerskapen i tennis ställde Browne upp i U.S. Women's Golf Championships där hon besegrade Glenna Collett Vare. Hon nådde finalen, som hon förlorade mot Dorothy Campbell Hurd. 

## Grand Slam-titlar
- Wimbledonmästerskapen
  - Dubbel - 1926
- Amerikanska mästerskapen
  - Singel - 1912, 1913, 1914
  - Dubbel - 1912, 1913, 1914, 1921, 1925
  - Mixed dubbel - 1912, 1913, 1914, 1921